# Luna (artist)
Aleksandra Katarzyna "Ola" Wielgomas, känd professionellt som LUNA, född 28 augusti 1999 i Warszawa i Polen, är en polsk sångerska och låtskrivare. Hon representerade Polen i Eurovision Song Contest 2024 med låten "The Tower".

## Karriär
2018 släppte Luna sin debutsingel, "Na wzgórzach niepokoju", under namnet Ola Wielgomas via det polska underhållningsföretaget Kayax. 2020 inledde Luna ett samarbete med kompositören Michał "Fox" Król, vilket resulterade i singeln "Luna", som betyder "måne" på latin. "Luna" skulle även bli hennes nya artistnamn och enligt henne själv valde hon det namnet för den kopplingen hon känner med natten i allmänhet. I november 2020 släppte hon singeln "Zgaś" som nådde höga placeringar på topplistorna i Polen. Låten innehåller även ljud från rymden, publicerade av NASA. 2021 släppte hon singlarna "Mniej" (som också innehöll ljud från rymden), "Nie Please o More", "Wirtualne Przedmieście", "Zabierz Nasze", "Melt Away" och en engelskspråkig version av "Zgaś" med titeln "Blind".
Den 19 februari 2024 tillkännagav det polska sändningsföretaget TVP att Luna skulle representera Polen i Eurovision Song Contest 2024 med låten "The Tower". Låten slutade på 12:e plats i den första semifinalen med 35 poäng och misslyckades därmed med att kvalificera sig till finalen.